# Mariae Geburt und Johannes der Täufer (Roßdorf)

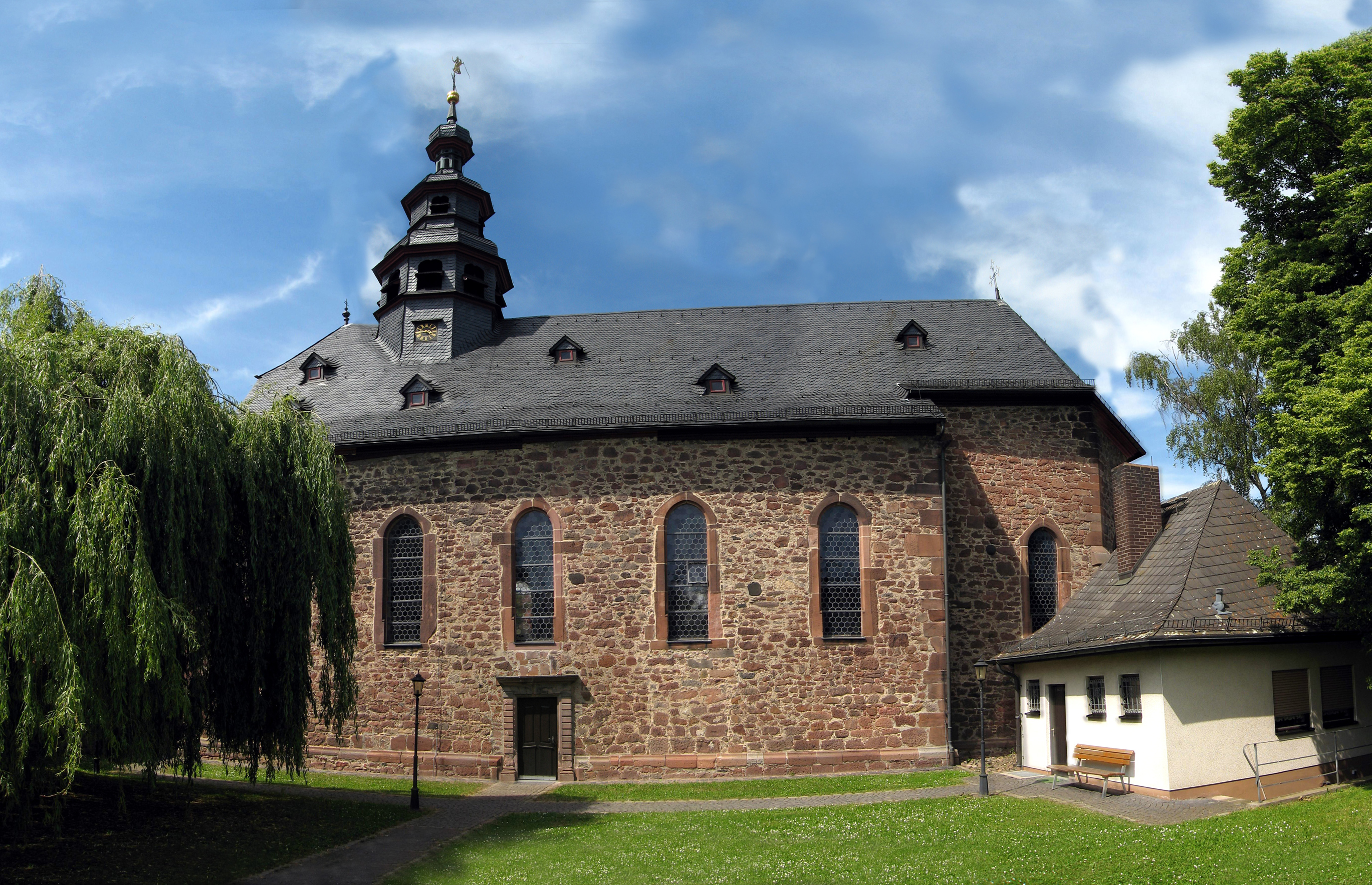
Mariae Geburt und Johannes der Täufer (Roßdorf)

Die römisch-katholische Filialkirche Mariae Geburt und Johannes der Täufer ist ein denkmalgeschütztes Kirchengebäude, das in Roßdorf steht, einem Stadtteil von Amöneburg (Hessen). Die Kirchengemeinde gehört zum Pastoralverbund St. Bonifatius Amöneburg im Dekanat Marburg-Amöneburg des Bistums Fulda.

## Beschreibung
1357 ist erstmals von einem Pfarrer die Rede, was für die Existenz eines Gotteshauses spricht. Eine Marienkirche wird erstmals 1615 genannt. 1695 wird diese Kirche bis auf den massiven Kirchturm abgebrochen und durch einen spätgotischen Neubau mit Sakristei ersetzt. Weite Teile der heutigen Kirche stammen aus dieser Zeit, u. a. der eingezogene Chor und zwei Drittel des Kirchenschiffs. Im Chor sind drei, an jeder Seite des Kirchenschiffes zwei spitzbogige Fenster. Der Chor und das Kirchenschiff waren mit einem hölzernen Gewölbe überspannt, das im Kirchenschiff auf hölzernen Säulen ruhte. Das ursprüngliche Holzgewölbe ist bis heute im Chor vorhanden, aber durch Stuck verdeckt. 1696/97 wurde der Innenausbau vorgenommen und 1706 wurde die Kirche eingeweiht.
Der Verlängerung des Kirchenschiffes musste 1728 der massive Kirchturm weichen. Dafür wurde auf dem Satteldach des Kirchenschiffs östlich des Krüppelwalms ein achteckiger, mit einer dreistöckigen Haube bedeckter Dachreiter errichtet, der die Turmuhr und den Glockenstuhl beherbergt. Von den vier Kirchenglocken wurden sowohl im Ersten als auch im Zweiten Weltkrieg jeweils drei eingeschmolzen, die 1926 bzw. 1949 ersetzt wurden.
Die spitzbogigen Fenster wurden durch die heutigen Bogenfenster ersetzt sowie das hölzerne Gewölbe des Kirchenschiffes zugunsten eines Spiegelgewölbes entfernt.
Zwischen 1728 und 1732 wurden die Emporen eingebaut und in den Folgejahren die Kirchenausstattung ergänzt. Das Taufbecken wurde 1786 beschafft, 1796 der heutige barocke Hochaltar aufgestellt. 1869 kamen die beiden Seitenaltäre hinzu, der eine ist Maria, der andere ist Antonius geweiht. Für den Antoniusaltar, dessen Statue heute unter der Empore steht, musste die Kanzel versetzt werden. 1881 wurden die Deckenmalereien neu gestaltet. Die Orgel mit 12 Registern, 2 Manualen und einem Pedal wurde 1895 von den Gebrüdern Ratzmann gebaut, 1965 von Alban Späth verändert und 2003 von der Förster & Nicolaus Orgelbau restauriert.